# E3 Prijs Harelbeke 1981
L'E3 Prijs Harelbeke 1981, ventiquattresima edizione della corsa, si svolse il 28 marzo su un percorso di 226 km, con partenza ed arrivo a Harelbeke. Fu vinta dall'olandese Jan Raas della squadra Ti-Raleigh-Creda, al suo terzo successo consecutivo in questa competizione, davanti ai belgi Ludo Delcroix e Fons De Wolf.

## Ordine d'arrivo (Top 10)
| Pos. | Corridore          | Squadra                     | Tempo    |
| ---- | ------------------ | --------------------------- | -------- |
| 1    | Jan Raas           | Ti-Raleigh-Creda            | 5h48'00" |
| 2    | Ludo Delcroix      | Capri Sonne                 | s.t.     |
| 3    | Fons De Wolf       | Vermeer-Thijs               | a 7'10"  |
| 4    | Roger De Vlaeminck | DAF Trucks-Cote d'Or        | s.t.     |
| 5    | Henk Lubberding    | Ti-Raleigh-Creda            | s.t.     |
| 6    | Jos Schipper       | HB Alarmsystemen            | s.t.     |
| 7    | Hennie Kuiper      | DAF Trucks-Cote d'Or        | s.t.     |
| 8    | Eddy Vanhaerens    | Boule d'Or-Sunair           | s.t.     |
| 9    | Eddy Planckaert    | Splendor-Wickes-Europ Decor | s.t.     |
| 10   | Marc Demeyer       | Capri Sonne                 | s.t.     |